# Marco Fritzsche
Marco Fritzsche ist ein deutscher Biophysiker und Professor für Biophysikalische Immunologie an der University of Oxford. Er absolvierte parallel Studiengänge in Mathematik und Physik an der Universität des Saarlandes und promovierte in experimenteller Biophysik am University College London. Seit 2016 leitet er eine unabhängige Forschungsgruppe, die sich der Untersuchung mechanobiologischer Prozesse im Immunsystem widmet. Als wissenschaftlicher Direktor des Oxford-ZEISS Centre of Excellence in Biomedical Imaging (Oxford-ZCoE) entwickelt er fortschrittliche Mikroskopietechnologien für die biomedizinische Bildgebung.

## Ausbildung und Werdegang
Marco Fritzsche absolvierte von 2003 bis 2006 parallel zwei Bachelor-Studiengänge an der Universität des Saarlandes in Saarbrücken: einen Bachelor of Science in Mathematics am Department of Applied Mathematics sowie einen Bachelor of Science in Physics am Department of Theoretical Physics. Im Anschluss setzte er seine akademische Ausbildung mit einem Master-Studium in Theoretical Physics fort, das er von 2006 bis 2008 ebenfalls an der Universität des Saarlandes unter der Betreuung von Professor Karsten Kruse absolvierte.
Für seine Promotion wechselte Fritzsche nach Großbritannien an das London Centre for Nanotechnology am University College London (UCL), wo er von 2008 bis 2012 unter der Betreuung von Guillaume Charras im Bereich experimentelle Biophysik und Zellbiologie forschte und mit dem Doktorgrad abschloss. Seine postdoktorale Ausbildung begann Fritzsche 2013 am Weatherall Institute of Molecular Medicine der University of Oxford unter der Leitung von Christian Eggeling. Während dieser Phase absolvierte er von 2015/16 einen Forschungsaufenthalt als Gastwissenschaftler am Janelia Research Campus des Howard Hughes Medical Institute  in den USA, wo er mit Eric Betzig zusammenarbeitete.
Den Höhepunkt seiner bisherigen akademischen Laufbahn erreichte Fritzsche im Jahr 2023, als ihm die University of Oxford im Rahmen des Recognition of Distinction Scheme den vollen Professorentitel verlieh. Diese Auszeichnung würdigt Forscher, deren Arbeit „von herausragender Qualität“ ist und zu „einem bedeutenden internationalen Ruf“ geführt hat. Fritzsche war einer von vier Forschern des Nuffield Department of Orthopaedics, Rheumatology and Musculoskeletal Science (NDORMS), die in diesem Jahr mit dem Titel eines Full Professor geehrt wurden. Seit 2023 trägt er offiziell den Titel Professor of Biophysical Immunology am Kennedy Institute for Rheumatology der University of Oxford.

## Forschungsgruppen

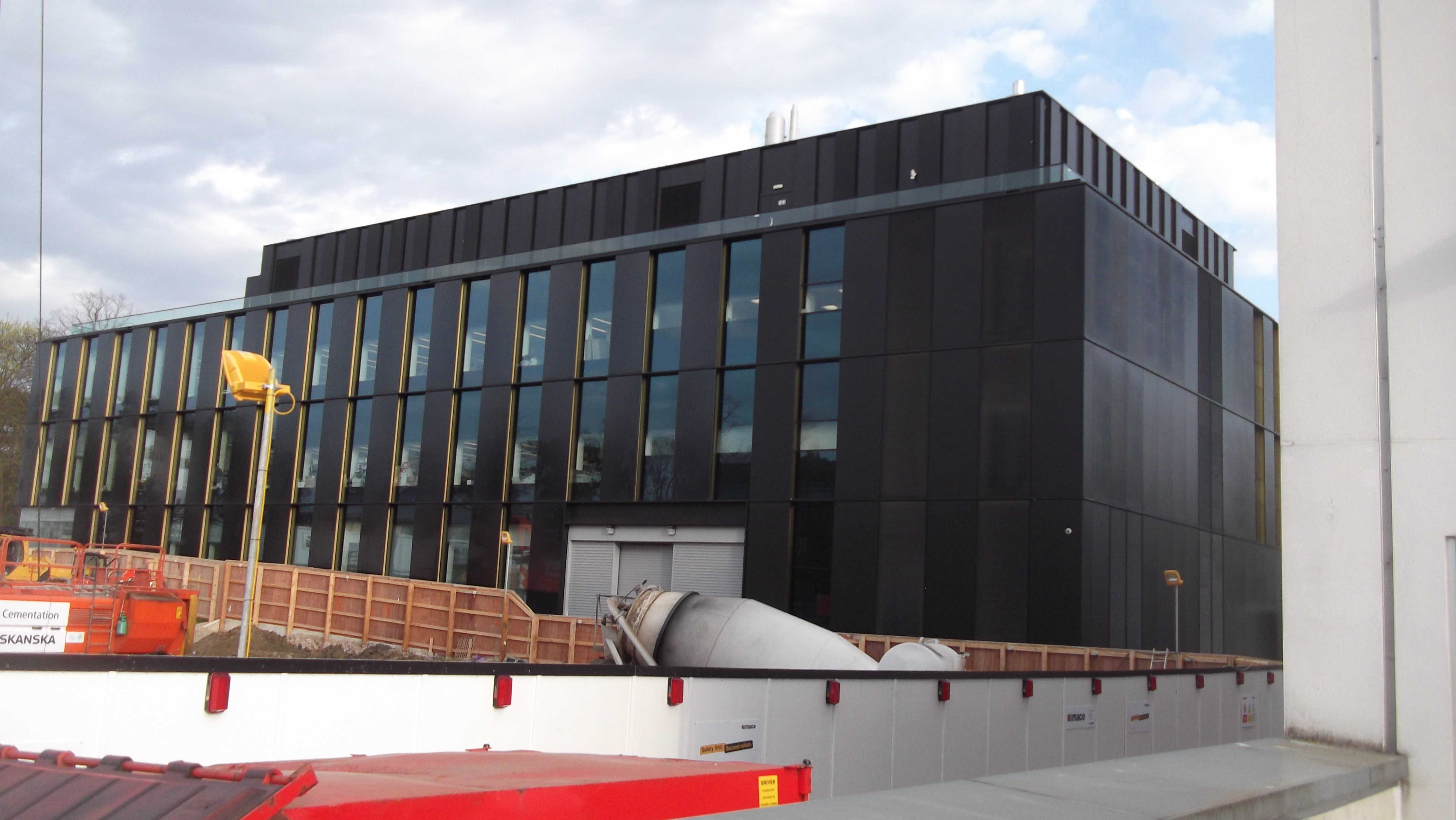
Kennedy Institute of Rheumatology, University of Oxford

Fritzsche etablierte im Jahr 2016 seine erste unabhängige Forschungsgruppe am Weatherall Institute for Molecular Medicine der University of Oxford. Diese Forschungsgruppe wurde unter der Bezeichnung Biophysical Immunology Laboratory (BPI) gegründet. Die Finanzierung erfolgte durch eine gemeinsame Förderung des Kennedy Trust und des Rosalind Franklin Institute, wodurch Fritzsche als Principal Investigator des BPI-Labors am Kennedy Institute for Rheumatology tätig werden konnte.
Im Jahr 2020 verlagerte sich die organisatorische Struktur der Forschungsgruppe, als das BPI-Labor vom ursprünglichen Standort zum Rosalind Franklin Institute und Kennedy Institute for Rheumatology wechselte. Die Biophysical Immunology-Gruppe unter Fritzsches Leitung etablierte sich daraufhin an beiden Institutionen gleichzeitig – dem Kennedy Institute for Rheumatology der University of Oxford und dem Rosalind Franklin Institute. Parallel dazu wurde ein weiteres Forschungslabor innerhalb der MRC Human Immunology Unit am Weatherall Institute of Molecular Medicine eingerichtet, das ebenfalls von der BPI-Gruppe unterstützt wird.
Die institutionelle Anbindung der Forschungsgruppe erfolgte ab 2020 über Fritzsches Position als Principal Investigator und Associate Professor im Innovation Investigator Track, verbunden mit seiner Rolle als Rosalind Franklin Kennedy Trust Research Fellow.

## Forschungsschwerpunkte
Marco Fritzsche widmet seine Forschung der Untersuchung der Auswirkungen von Biophysik und Mechanobiologie auf das menschliche Immunsystem in Gesundheit und Krankheit. Ein zentraler Bereich seiner wissenschaftlichen Arbeit ist die Entwicklung und Anwendung von Methoden zur Quantifizierung von Kräften, die Immunzellen bei ihrer Funktion erzeugen und nutzen.
Besonders hervorzuheben ist sein Beitrag zur Traction Force Microscopy (TFM), insbesondere die Entwicklung der astigmatischen Traction Force Microscopy (aTFM), die eine verbesserte zeitliche Auflösung bei der Messung von dreidimensionalen mechanischen Kräften in lebenden Zellen ermöglicht. Diese Technologie erlaubt es, die schnell fortschreitenden dreidimensionalen Kräfte zu quantifizieren, die Zellen bei frühen Adhäsions- und Aktivierungsprozessen erzeugen. In einer Perspektive, veröffentlicht in den Proceedings of the National Academy of Sciences, beleuchtet Fritzsche zusammen mit Mitautoren, wie mechanische Kräfte die Frühphase der T-Zell-Aktivierung beeinflussen – ein zentraler Bestandteil adaptiver Immunreaktionen. Die Arbeit legt nahe, dass T-Zellen über biomechanische Signale die Spezifität bei der Erkennung von Antigenen steuern und dadurch die Differenzierung zwischen endogenen und pathogenen Strukturen präzisieren könnten.
Zudem hat er zur Entwicklung der Brightness-Transit-Statistics (BTS)-Methode beigetragen, einer innovativen Methodologie zur Untersuchung von Wechselwirkungen zwischen Biomolekülen in der Plasmamembran lebender Zellen, die mehrere bestehende Einschränkungen überwindet, wie mangelnde Zugänglichkeit und geringe Sensitivität für Oligomerisierung.

## Technologische Innovationen

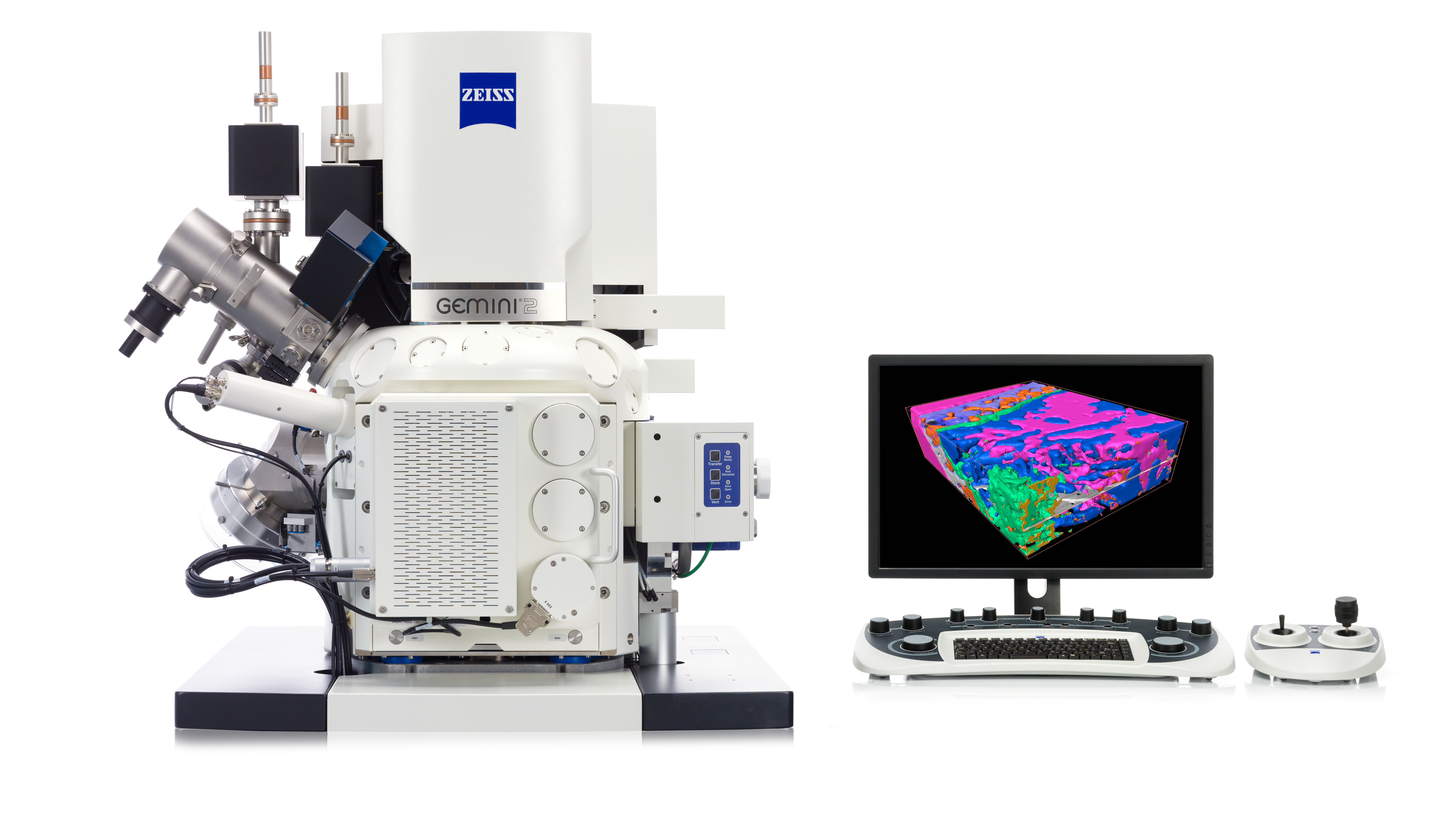
Hochdurchsatz-Mikroskopie

Fritzsche leitet als wissenschaftlicher Direktor das Oxford-ZEISS Centre of Excellence in Biomedical Imaging (Oxford-ZCoE), das am 21. Februar 2024 offiziell an der University of Oxford eröffnet wurde. Das Zentrum entstand als strategische Partnerschaft zwischen dem Kennedy Institute of Rheumatology, dem Institute of Developmental & Regenerative Medicine und dem Technologieunternehmen Carl Zeiss Microscopy mit Sitz in Jena. Unter Fritzsches Leitung stellt die Einrichtung der Forschungsgemeinschaft modernste kommerzielle Mikroskopie- und Bildgebungstechnologien von ZEISS zur Verfügung und ermöglicht Wissenschaftlern den Zugang zur spezialisierten Expertise der ZEISS-Ingenieure aus der Forschungs- und Entwicklungsabteilung. Das Zentrum verfügt über erweiterte Mikroskopieauflösung und schnelle Bildgebungsverfahren, die es Forschern ermöglichen, einzelne Zellen bei der Erfüllung ihrer Funktionen auf Einzelzellebene zu beobachten.
Im Bereich der technologischen Innovation entwickelt Fritzsche maßgeschneiderte Mikroskopietechnologien an der Schnittstelle von Biophysik und Immunologie. Seine technologischen Innovationen umfassen die Anwendung und Weiterentwicklung optischer Mikroskopie, empfindlicher kraftmessender Verfahren sowie Analysealgorithmen für quantitative Biobildgebung. Spezifisch gehört die Entwicklung von Second-Harmonic-Generation-Mikroskopie (SHG) zur Analyse von Kollagennetzwerken, wobei ein maßgeschneidertes Zwei-Photonen-SHG-Mikroskop zur Untersuchung der lokalen Orientierung von Kollagenfasern und der Stromadicke eingesetzt wird. Darüber hinaus wird unter seiner Leitung ein Lattice-Light-Sheet-Mikroskop mit strukturierter Beleuchtung und adaptiver Optik in der Advanced-Custom-Design-Imaging-Suite entwickelt.
Die technologischen Entwicklungen umfassen auch eine neuartige Hochdurchsatz-Fluoreszenzmikroskopie-Plattform, die darauf ausgelegt ist, die Fähigkeit von Immunzellen zur Pathogenerkennung und -verfolgung innerhalb großer Zellgruppen mit Einzelzellsensitivität zu detektieren. Im Rahmen der Bildanalyseinnovationen wird Maschinenlernverfahren in mikroskopischen Bildern eingesetzt und die Bildanalyse-Infrastruktur am Oxford-ZEISS Centre of Excellence verwaltet. Die technologischen Entwicklungen erstrecken sich auch auf Röntgen-Phasenkontrast-Bildgebungssysteme, wobei ein kompaktes System entwickelt wurde, das auf einer konventionellen rotierenden Anoden-Röntgenröhre und einem maßgeschneiderten Strahlungsdetektor basiert. Dieses System ermöglicht die dreidimensionale Kartierung von Weichteilgewebeproben mit mikrometerpräziser und isotroper räumlicher Auflösung bei niedrigen Konzentrationen sowie bei Abwesenheit von Schwermetallkontrastmitteln.

## Werke (Auswahl)
- mit Karsten Kruse: Mechanical force matters in early T cell activation. In: Proceedings of the National Academy of Sciences. Band 121, Nr. 37. New York 2024, doi:10.1073/pnas.2404748121.
- mit Marcel Issler, Huw Colin-York: Quantifying Immune Cell Force Generation Using Traction Force Microscopy. In: The Immune Synapse: Methods and Protocols. 2. Auflage. Springer, New York 2023, ISBN 978-1-07-163135-5, S. 363–373, doi:10.1007/978-1-0716-3135-5_23.
- Live microscopy: cracking the challenge to image biology unfolding in cells, tissues, and organs. In: Communications Biology. Jg. 5. London 2022, S. 665, doi:10.1038/s42003-022-03601-8.
- What Is the Right Mechanical Readout for Understanding the Mechanobiology of the Immune Response? In: Frontiers in Cell and Developmental Biology. Jg. 9. Lausanne 2021, doi:10.3389/fcell.2021.612539.
- mit Falk Schneider, Huw Colin-York: Quantitative Bio-Imaging Tools to Dissect the Interplay of Membrane and Cytoskeletal Actin Dynamics in Immune Cells. In: Frontiers in Immunology. Jg. 11. Lausanne 2020, doi:10.3389/fimmu.2020.612542.
- Thinking multi-scale to advance mechanobiology. In: Communications Biology. Jg. 3. London 2020, S. 469, doi:10.1038/s42003-020-01197-5.
- mit Huw Colin-York, Liliana Barbieri: Mechanical forces guide the biophysics of immune cells. In: Microscopy and Analysis. Chichester 2018 (wiley.com).
- mit Michael L. Dustin: Organization of Immunological Synapses and Kinapses. In: Chaim Putterman et al. (Hrsg.): Structural Biology in Immunology: Structure/Function of Novel Molecules of Immunologic Importance. Elsevier, London 2018, ISBN 978-0-12-803369-2, S. 1–37 (researchgate.net [PDF]).
- mit Huw Colin-York: The future of traction force microscopy. In: Current Opinion in Biomedical Engineering. Band 5. Amsterdam 2018, S. 1–5 (ox.ac.uk [PDF]).
- mit M. Angela Lee, Huw Colin-York: CalQuo2: Automated Fourier-space, population-level quantification of global intracellular calcium responses. In: Scientific Reports. Jg. 7. London 2017, doi:10.1038/s41598-017-05322-z.
- Self-organizing actin patterns shape cytoskeletal cortex organization. In: Communicative & Integrative Biology. Jg. 10, Nr. 3. Austin 2017, doi:10.1080/19420889.2017.1303591.
- mit Huw Colin-York, Christian Eggeling: Dissection of mechanical force in living cells by super-resolved traction force microscopy. In: Nature Protocols. Jg. 12. New York 2017, S. 783–796 (ox.ac.uk [PDF]).
- mit Guillaume Charras: Dissecting protein reaction dynamics in living cells by fluorescence recovery after photobleaching. In: Nature Protocols. Jg. 10, Nr. 5. New York 2015, S. 660–680 (ox.ac.uk [PDF]).
- mit Christian Eggeling: Potential of super-resolution. In: Science & Technology. Congleton 2015 (horizon2020projects.com).
- mit Richard Thorogate, Guillaume Charras: Quantitative Analysis of Ezrin Turnover Dynamics in the Actin Cortex. In: Biophysical Journal. Band 106, Nr. 2. Bethesda 2014, S. P343–P353, doi:10.1016/j.bpj.2013.11.4499.